# Людоед (фильм, 1999)
«Людоед» (англ. Ravenous — в переводе с англ. — «Ненасытный») — фильм ужасов 1999 года, снятый режиссёром Антонией Бёрд. Главные роли в фильме исполнили Гай Пирс, Роберт Карлайл, Джеффри Джонс и Дэвид Аркетт. Фильм рассказывает о каннибализме в 1840-х годах в Калифорнии, а некоторые сюжетные элементы имеют сходство с историями о партии Доннера и Альфреде Пакере. Автор сценария Тед Гриффин называет историю Пакера, рассказанную в нескольких абзацах книги Дэшила Хэммета «Худой человек», одним из источников вдохновения при создании персонажа Карлайла.
Мрачный юмор и ироничный подход к шокирующему сюжету фильма заставил некоторых критиков именовать его чёрной комедией или сатирой. Широкое внимание привлёк саундтрек, написанный Майклом Найманом и Деймоном Албарном. В прокате фильм собрал 2 млн долларов против производственного бюджета в 12 млн долларов.

## Сюжет
Действие фильма происходит в 1847 году в период Американо-мексиканской войны. Младший лейтенант Джон Бойд, который сражается в армии Соединённых Штатов, во время боя теряет самообладание и притворяется мёртвым, а противник полностью уничтожает его подразделение. Бойда помещают на дно телеги с погибшими, где ему с лежащих сверху тел в рот натекает кровь. Телегу доставляют в тыл врага. Бойд, почувствовав прилив сил и храбрости, выбравшись из-под трупов, убивает дозорных и захватывает штаб мексиканцев. За проявленный героизм ему присваивают звание капитана, но генерал Слоусон, зная о трусости, которая предшествовала этой победе, отправляет Бойда в изгнание в форт Спенсер, отдалённый военный аванпост в горах Сьерра-Невады (Калифорния). Фортом командует полковник Харт, а в его подчинении находятся рядовые Тоффлер, Райк, Кливс и майор Нокс, а также проводник из числа коренных американцев Джордж и его сестра Марта.
Вскоре после того, как Бойд присоединяется к гарнизону, в форт прибывает замёрзший незнакомец по фамилии Колхун. Из его истории становится известно, что он был членом каравана, который вёл некто полковник Айвс. Айвс обещал группе новый короткий путь через горы к Тихому океану, но маршрут оказался длинным и сложным. После начала снежной бури группа укрылась в пещере, решив переждать непогоду. Однако снегопады не заканчивались, и когда запасы еды иссякли, измученные голодом люди начали убивать и поедать друг друга. Колхуну удалось бежать и добраться до форта, а в пещере, по его словам, остались полковник Айвс и миссис Макриди. Для спасения выживших собирается отряд. Индеец Джордж рассказывает Ханту и Бойду старый миф о вендиго: человек, поедающий плоть своих врагов, крадёт их силу, сущность и душу, а его голод становится ненасытным: чем больше он ест, тем больше он хочет.
После того, как отряд добирается до пещеры, Бойд и Райк обнаруживают внутри пять скелетов и понимают, что это Колхун убил и съел всех своих спутников. Колхун внезапно набрасывается на оставшихся у входа полковника и других членов отряда, и убивает их одного за другим. Бойд ускользает от Колхуна, спрыгнув со скалы, и ломает ногу. Он прячется в яме рядом с телом Райка, которого он в конечном итоге ест, чтобы остаться в живых.
Отлежавшись некоторое время в яме и поправившись, Бойд возвращается в форт и обнаруживает, что там находится генерал Слоусон и отряд кавалерии. Вторая экспедиция в пещеру не находит никаких останков и следов присутствия человека. В форте назначен временный командир, и, к ужасу Бойда, это Колхун, который выдаёт себя за убитого полковника Айвса. Однако Бойд не может разоблачить самозванца: Кливс и Марта ездили за покупками и не встречались с Колхуном, в то время как майор Нокс не помнит Колхуна, так как, как обычно, был сильно пьян. Генерал Слоусон также не верит Бойду, потому что Колхун не имеет никаких ранений, нанесённых ему во время боя у пещеры. Оставшись наедине, Колхун рассказывает Бойду, как он страдал от туберкулёза и направлялся в санаторий, где в скором будущем его ждала смерть. Однако когда в пути индеец-проводник рассказал ему миф о вендиго, Колхун решился испытать его достоверность, убив проводника и съев ещё несколько человек за три месяца, что позволило ему полностью излечиться от болезни.
Бойд подозревается в убийстве после того, как загадочным образом погибает Кливс. Будучи закованным в цепи, он беспомощно наблюдает за тем, как Нокса убивает неожиданный союзник Колхуна, полковник Харт, который «воскрес из мёртвых» после бойни у пещеры. Из рассказа Харта становится известно, что Колхун спас его, скармливая ему его собственных подчинённых, и теперь он, как Колхун, зависим от поедания человеческой плоти. Колхун планирует использовать форт в качестве базы для убийства и поедания путешественников, одержимых золотой лихорадкой и направляющихся через горы на Запад. Колхун ранит Бойда, заставляя его сделать выбор: есть человечину или умереть. Бойд всё же сдаётся и ест рагу из Нокса.
Однако Бойд не желает осуществления планов Колхуна, и поправившись от ранения просит Харта освободить его, чтобы он смог убить Колхуна. Харт соглашается, но взамен просит убить себя, поскольку ему в тягость вести жизнь как каннибал —  что Бойд уверенно выполняет. Начинается схватка между Бойдом и Колхуном, которые наносят друг другу тяжёлые ранения. В итоге Бойду удаётся загнать Колхуна в большой медвежий капкан, который прижимает их обоих. Колхун издевательски заявляет Бойду, что съест его, когда тот умрёт, но вскоре умирает сам.
Возвращается генерал Слоусон, и пока его спутник осматривает опустевший форт, с немалым удовольствием пробует мясо, оставшееся в котле. Марта обнаруживает Колхуна и умирающего Бойда, закрывает дверь сарая и покидает форт. Бойд умирает.

## В ролях
- Гай Пирс —  капитан Джон Бойд
- Роберт Карлайл —  Колхун / полковник Айвс
- Дэвид Аркетт — рядовой Кливз
- Джереми Дэвис —  рядовой Тоффлер
- Джеффри Джонс — полковник Харт
- Джон Спенсер — генерал Слоусон
- Стивен Спинелла — майор Нокс
- Нил Макдонаф — рядовой Райк
- Джозеф Раннингфокс — Джордж
- Шила Таузи — Марта

## Производство
Идея подобной истории пришла в голову сценаристу Теду Гриффину во время чтения детективного романа «Худой человек» Дешила Хэммета.
Съёмки форта проходили в Словакии, съёмки пещеры — в Польше. Остальные сцены снимались в Мексике и Чехии. Первоначальным режиссёром фильма был Милчо Манчевски, однако уже через 2 недели работы был уволен.

## Музыка
Композиции к оригинальной музыкальной дорожке фильма созданы или аранжированы Майклом Найманом и Деймоном Албарном.
| №   | Название                            | Текст песни | Музыка        | Длительность |
| --- | ----------------------------------- | ----------- | ------------- | ------------ |
| 1.  | «Hail Columbia»                     |             | Филипп Файл   | 2:42         |
| 2.  | «Boyd's Journey»                    |             |               | 3:02         |
| 3.  | «Welcome to Fort Spencer»           |             | Стивен Фостер | 1:41         |
| 4.  | «Noises Off»                        |             | Стивен Фостер | 1:54         |
| 5.  | «Stranger at the Window»            |             |               | 1:48         |
| 6.  | «Colquhoun 's Story»                |             |               | 4:43         |
| 7.  | «Weendigo Myth»                     | Quiltman    |               | 1:23         |
| 8.  | «Trek to the Cave»                  |             |               | 4:24         |
| 9.  | «He Was Licking Me»                 |             |               | 1:41         |
| 10. | «The Cave»                          |             |               | 8:01         |
| 11. | «Run!»                              |             |               | 2:10         |
| 12. | «Let's Go Kill that Bastard»        |             |               | 3:51         |
| 13. | «The Pit»                           |             |               | 4:37         |
| 14. | «Ives Returns»                      |             |               | 0:49         |
| 15. | «Cannibal Fantasy»                  |             |               | 2:13         |
| 16. | «A Game of Two Shoulders»           |             |               | 2:25         |
| 17. | «Checkmate»                         |             |               | 2:17         |
| 18. | «Martha and the Horses»             |             |               | 3:14         |
| 19. | «Ives Torments Boyd and Kills Knox» |             |               | 2:16         |
| 20. | «Manifest Destiny»                  |             |               | 5:20         |
| 21. | «Saveoursoulissa»                   |             |               | 8:40         |
| 22. | «End Titles»                        |             |               | 5:01         |